# IC 1268
IC 1268 — галактика типу Sc (компактна спіральна галактика) у сузір'ї Геркулес.
Цей об'єкт міститься в оригінальній редакції індексного каталогу.